# Ravenna (Nebraska)
Ravenna – miasto w Stanach Zjednoczonych, w stanie Nebraska, w hrabstwie Buffalo.